# Liste des sites retenus pour le loto du patrimoine en 2020
| Église Saint-Étienne de Mélas Grange pyramidale · de Jars Temple Saint-Martin · de Montbéliard Phare, fort et caserne · de l’Île aux Moines Séchoir à tabac · de Lipsheim Abbaye Sainte-Marie · de Lagrasse Viaduc des Rochers Noirs Couvent des Filles-de-Marie · de l'Île-Rousse Cathédrale Notre-Dame-du-Réal d'Embrun Fort de Cormeilles Palais de justice · de Baugé Théâtre antique de Lillebonne Église Saint-Pierre de Dompierre-sur-Authie \| C B I H P \| |
| C B I H P |

| C B I H P |

Cet article recense les sites retenus pour le loto du patrimoine en 2020.

## Projets emblématiques
Le 30 juin 2020, la mission Stéphane Bern retient 18 projets qualifiés d'« emblématiques » figurant sur les billets de loto mis en vente : un par région française, à l'exception de Mayotte, remplacée par un site à Saint-Pierre-et-Miquelon.
| Nom                                                 | Commune                  | Département              | Région                     | Protection      | Coordonnées                  | Image |
| --------------------------------------------------- | ------------------------ | ------------------------ | -------------------------- | --------------- | ---------------------------- | ----- |
| Église Saint-Étienne de Mélas                       | Le Teil                  | Ardèche                  | Auvergne-Rhône-Alpes       | Classé          | 44° 32′ 21″ N, 4° 40′ 20″ E  |       |
| Temple Saint-Martin                                 | Montbéliard              | Doubs                    | Bourgogne-Franche-Comté    | Classé          | 47° 30′ 24″ N, 6° 47′ 50″ E  |       |
| Phare, fort et caserne de l’Île aux Moines          | Perros-Guirec            | Côtes-d'Armor            | Bretagne                   | Classé          | 48° 52′ 43″ N, 3° 29′ 28″ O  |       |
| Grange pyramidale de Jars                           | Jars                     | Cher                     | Centre-Val de Loire        |                 | 47° 24′ 16″ N, 2° 37′ 38″ E  |       |
| Couvent des Filles-de-Marie de l'Île-Rousse         | L'Île-Rousse             | Haute-Corse              | Corse                      |                 | 42° 38′ 03″ N, 8° 56′ 23″ E  |       |
| Séchoir à tabac de Lipsheim                         | Ungersheim               | Haut-Rhin                | Grand Est                  |                 | 47° 51′ 13″ N, 7° 17′ 09″ E  |       |
| Habitation Zévallos                                 | Le Moule                 | Guadeloupe               | Guadeloupe                 | Classé, inscrit | 16° 18′ 20″ N, 61° 18′ 08″ O |       |
| Église Saint-Joseph d'Iracoubo                      | Iracoubo                 | Guyane                   | Guyane                     | Classé          | 5° 28′ 46″ N, 53° 12′ 24″ O  |       |
| Église Saint-Pierre de Dompierre-sur-Authie         | Dompierre-sur-Authie     | Somme                    | Hauts-de-France            |                 | 50° 18′ 13″ N, 1° 55′ 04″ E  |       |
| Fort de Cormeilles                                  | Cormeilles-en-Parisis    | Val-d'Oise               | Île-de-France              |                 | 48° 59′ 01″ N, 2° 11′ 45″ E  |       |
| Église du Sacré-Cœur de Balata                      | Fort-de-France           | Martinique               | Martinique                 | Inscrit         | 14° 38′ 57″ N, 61° 04′ 44″ O |       |
| Théâtre antique de Lillebonne                       | Lillebonne               | Seine-Maritime           | Normandie                  | Classé          | 49° 31′ 04″ N, 0° 32′ 12″ E  |       |
| Viaduc des Rochers Noirs                            | Lapleau Soursac          | Corrèze                  | Nouvelle-Aquitaine         | Classé          | 45° 16′ 05″ N, 2° 10′ 57″ E  |       |
| Abbaye Sainte-Marie de Lagrasse                     | Lagrasse                 | Aude                     | Occitanie                  | Classé          | 43° 05′ 25″ N, 2° 37′ 01″ E  |       |
| Palais de justice de Baugé                          | Baugé-en-Anjou           | Maine-et-Loire           | Pays de la Loire           | Inscrit         | 47° 32′ 28″ N, 0° 06′ 04″ O  |       |
| Cathédrale Notre-Dame-du-Réal d'Embrun              | Embrun                   | Hautes-Alpes             | Provence-Alpes-Côte d'Azur | Classé          | 44° 33′ 44″ N, 6° 29′ 42″ E  |       |
| Pont suspendu de la Rivière de l'Est                | Saint-Benoît Sainte-Rose | La Réunion               | La Réunion                 | Classé, inscrit | 21° 07′ 26″ S, 55° 44′ 53″ E |       |
| Cathédrale Saint-Pierre de Saint-Pierre-et-Miquelon | Saint-Pierre             | Saint-Pierre-et-Miquelon | Saint-Pierre-et-Miquelon   | Classé          | 46° 46′ 31″ N, 56° 10′ 47″ O |       |

## Projets prioritaires
101 sites dits « de maillage » sont sélectionnés. La liste est annoncée le 31 août 2020.

### Auvergne-Rhône-Alpes
| Nom                                              | Commune               | Département  | Protection | Coordonnées                 | image |
| ------------------------------------------------ | --------------------- | ------------ | ---------- | --------------------------- | ----- |
| Ferme du Sougey                                  | Montrevel-en-Bresse   | Ain          | Classé     | 46° 20′ 32″ N, 5° 06′ 26″ E |       |
| Château d'Avrilly                                | Trévol                | Allier       | Inscrit    | 46° 38′ 22″ N, 3° 17′ 18″ E |       |
| Ancien moulinage de Chirols                      | Chirols               | Ardèche      |            | 44° 41′ 18″ N, 4° 16′ 54″ E |       |
| Pigeonnier du manoir de Fosse                    | Menet                 | Cantal       |            | 45° 17′ 30″ N, 2° 33′ 19″ E |       |
| Prieuré Saint-Félix                              | Marsanne              | Drôme        | Inscrit    | 44° 38′ 49″ N, 4° 52′ 25″ E |       |
| Fort de Comboire                                 | Claix                 | Isère        |            | 45° 08′ 12″ N, 5° 40′ 41″ E |       |
| Ancienne église de Sainte-Croix-en-Jarez         | Sainte-Croix-en-Jarez | Loire        |            | 45° 28′ 47″ N, 4° 38′ 44″ E |       |
| Centre de musique sacrée                         | Le Puy-en-Velay       | Haute-Loire  |            | 45° 02′ 46″ N, 3° 53′ 08″ E |       |
| Pâtisserie Rozier                                | La Bourboule          | Puy-de-Dôme  | Inscrit    | 45° 35′ 21″ N, 2° 44′ 26″ E |       |
| Manufacture de couvertures et molletons de Thizy | Thizy-les-Bourgs      | Rhône        |            | 46° 02′ 17″ N, 4° 18′ 58″ E |       |
| Chapelle Saint-Anthelme de Chignin               | Chignin               | Savoie       |            | 45° 31′ 29″ N, 6° 00′ 02″ E |       |
| église Saint-Loup de Servoz                      | Servoz                | Haute-Savoie |            | 45° 55′ 57″ N, 6° 45′ 46″ E |       |

### Bourgogne-Franche-Comté
| Nom                                           | Commune                  | Département           | Protection                                | Coordonnées                 | image |
| --------------------------------------------- | ------------------------ | --------------------- | ----------------------------------------- | --------------------------- | ----- |
| Tour de Saussy                                | Saussy                   | Côte-d'Or             |                                           | 47° 28′ 07″ N, 4° 57′ 36″ E |       |
| Château de Joux                               | La Cluse-et-Mijoux       | Doubs                 | Classé                                    | 46° 52′ 21″ N, 6° 22′ 27″ E |       |
| Grande fontaine                               | Sermange                 | Jura                  | Classé                                    | 47° 11′ 36″ N, 5° 39′ 01″ E |       |
| Église Saint-Denis d'Epiry                    | Epiry                    | Nièvre                |                                           | 47° 10′ 59″ N, 3° 43′ 21″ E |       |
| École en bois de Ronchamp                     | Ronchamp                 | Haute-Saône           | Classé Label « Patrimoine du XXe siècle » | 47° 41′ 51″ N, 6° 38′ 19″ E |       |
| Théâtre du château de Sully                   | Sully                    | Saône-et-Loire        | Classé                                    | 47° 00′ 39″ N, 4° 28′ 24″ E |       |
| Maison natale de Colette (écuries et remises) | Saint-Sauveur-en-Puisaye | Yonne                 | Inscrit                                   | 47° 37′ 00″ N, 3° 11′ 53″ E |       |
| Galerie de l'hôtel de ville                   | Delle                    | Territoire de Belfort | Inscrit                                   | 47° 30′ 27″ N, 6° 59′ 52″ E |       |

### Bretagne
| Nom                                    | Commune              | Département      | Protection     | Coordonnées                 | image |
| -------------------------------------- | -------------------- | ---------------- | -------------- | --------------------------- | ----- |
| Château de Quintin (tour des Archives) | Quintin              | Côtes-d'Armor    | Classé Inscrit | 48° 24′ 11″ N, 2° 54′ 31″ O |       |
| Petit séminaire de Pont-Croix          | Pont-Croix           | Finistère        |                | 48° 02′ 30″ N, 4° 29′ 19″ O |       |
| Remparts de Redon                      | Redon                | Loire-Atlantique |                | 47° 38′ 59″ N, 2° 04′ 59″ O |       |
| Château de Coët-Candec                 | Locmaria-Grand-Champ | Morbihan         | Inscrit        | 47° 47′ 12″ N, 2° 46′ 59″ O |       |

### Centre-Val de Loire
| Nom                               | Commune           | Département    | Protection     | Coordonnées                 | image |
| --------------------------------- | ----------------- | -------------- | -------------- | --------------------------- | ----- |
| Serre du château de Savoye        | Villabon          | Cher           | Inscrit        | 47° 06′ 47″ N, 2° 40′ 46″ E |       |
| Justice de paix de Bonneval       | Bonneval          | Eure-et-Loir   | Classé         | 48° 10′ 53″ N, 1° 23′ 07″ E |       |
| Château de Lys-Saint-Georges      | Lys-Saint-Georges | Indre          | Inscrit        | 46° 38′ 29″ N, 1° 49′ 24″ E |       |
| Four à poires tapées à Rivarennes | Rivarennes        | Indre-et-Loire |                |                             |       |
| Ancien couvent des Bernardines    | Saint-Aignan      | Loir-et-Cher   | Inscrit        | 47° 15′ 59″ N, 1° 22′ 30″ E |       |
| Château de Meung-sur-Loire        | Meung-sur-Loire   | Loiret         | Classé Inscrit | 47° 49′ 24″ N, 1° 41′ 40″ E |       |

### Corse
| Nom                   | Commune | Département  | Protection | Coordonnées                 | image |
| --------------------- | ------- | ------------ | ---------- | --------------------------- | ----- |
| Église Saint-Spiridon | Cargèse | Corse-du-Sud | Classé     | 42° 08′ 01″ N, 8° 35′ 42″ E |       |
| Amphitéâtre d'Aléria  | Aléria  | Haute-Corse  |            | 42° 06′ 11″ N, 9° 30′ 36″ E |       |

### Grand Est
| Nom                                                     | Commune                  | Département        | Protection                                 | Coordonnées                 | image |
| ------------------------------------------------------- | ------------------------ | ------------------ | ------------------------------------------ | --------------------------- | ----- |
| Abbaye de Chéhéry                                       | Chatel-Chéhéry           | Ardennes           | Inscrit                                    | 49° 17′ 19″ N, 4° 58′ 16″ E |       |
| Église Saint-Alban de Fontaine-Luyères                  | Charmont-sous-Barbuise   | Aube               | Inscrit                                    | 48° 23′ 57″ N, 4° 11′ 10″ E |       |
| Abbaye cistercienne de Trois-Fontaines (Grand pavillon) | Trois-Fontaines-l'Abbaye | Marne              | Classé                                     | 48° 43′ 07″ N, 4° 56′ 56″ E |       |
| Maison forte de Buxières                                | Froncles                 | Haute-Marne        |                                            | 48° 17′ 32″ N, 5° 09′ 03″ E |       |
| Loge de la Vierge                                       | Blénod-lès-Toul          | Meurthe-et-Moselle |                                            | 48° 35′ 55″ N, 5° 49′ 53″ E |       |
| Hôtel d'Égremont                                        | Marville                 | Meuse              | Classé                                     | 49° 27′ 08″ N, 5° 27′ 28″ E |       |
| Maison forestière du Spitzberg                          | Dabo                     | Moselle            |                                            | 48° 35′ 58″ N, 7° 14′ 25″ E |       |
| Tour-porte Nord de Wangen                               | Wangen                   | Bas-Rhin           |                                            | 48° 37′ 06″ N, 7° 28′ 02″ E |       |
| Écluse de Kembs-Niffer                                  | Kembs                    | Haut-Rhin          | Inscrit Label « Patrimoine du XXe siècle » | 47° 42′ 15″ N, 7° 30′ 15″ E |       |
| Maison paysanne de 1605                                 | Bult                     | Vosges             |                                            | 48° 17′ 43″ N, 6° 36′ 15″ E |       |

### Guadeloupe
| Nom            | Commune     | Département | Protection | Coordonnées                  | image |
| -------------- | ----------- | ----------- | ---------- | ---------------------------- | ----- |
| Maison Liensol | Basse-Terre | Guadeloupe  | Inscrit    | 15° 59′ 40″ N, 61° 43′ 46″ O |       |

### Guyane
| Nom                                            | Commune | Département | Protection | Coordonnées                 | image |
| ---------------------------------------------- | ------- | ----------- | ---------- | --------------------------- | ----- |
| Maison du directeur du bagne des îles du Salut | Cayenne | Guyane      | Inscrit    | 5° 17′ 00″ N, 52° 35′ 00″ O |       |

### Hauts-de-France
| Nom                                        | Commune         | Département   | Protection | Coordonnées                 | image |
| ------------------------------------------ | --------------- | ------------- | ---------- | --------------------------- | ----- |
| Chapelle des Templiers                     | Laon            | Aisne         | Classé     | 49° 33′ 47″ N, 3° 37′ 38″ E |       |
| Temple protestant de Roubaix               | Roubaix         | Nord          | Inscrit    | 50° 41′ 13″ N, 3° 10′ 04″ E |       |
| Collégiale Saint-Thomas de Crépy-en-Valois | Crépy-en-Valois | Oise          | Classé     | 49° 14′ 04″ N, 2° 53′ 24″ E |       |
| Ancien hôpital Saint-Jean-Baptiste         | Aire-sur-la-Lys | Pas-de-Calais | Inscrit    | 50° 38′ 25″ N, 2° 23′ 49″ E |       |
| église Notre-Dame de La Neuville de Corbie | Corbie          | Somme         | Classé     | 49° 54′ 35″ N, 2° 30′ 29″ E |       |

### Île-de-France
| Nom                                              | Commune                    | Département       | Protection | Coordonnées                 | image |
| ------------------------------------------------ | -------------------------- | ----------------- | ---------- | --------------------------- | ----- |
| Cellier médiéval d'Ourscamp                      | 4e arrondissement de Paris | Paris             | Classé     | 48° 51′ 20″ N, 2° 21′ 26″ E |       |
| Château de Forges                                | Forges                     | Seine-et-Marne    |            | 48° 25′ 12″ N, 2° 57′ 47″ E |       |
| Bureau d'affrètement de Conflans-Sainte-Honorine | Conflans-Sainte-Honorine   | Yvelines          |            | 48° 59′ 17″ N, 2° 04′ 23″ E |       |
| Parc Boussard                                    | Lardy                      | Essonne           | Inscrit    | 48° 31′ 22″ N, 2° 15′ 50″ E |       |
| Glacière Sud et glacière-chapelle                | Vanves                     | Hauts-de-Seine    |            | 48° 49′ 07″ N, 2° 16′ 56″ E |       |
| murs à pêches                                    | Montreuil                  | Seine-Saint-Denis |            | 48° 51′ 49″ N, 2° 27′ 28″ E |       |
| Colombier de Périgny                             | Périgny                    | Val-de-Marne      | Inscrit    | 48° 41′ 39″ N, 2° 33′ 07″ E |       |
| Maison de Gérard Philipe                         | Cergy                      | Val-d'Oise        |            | 49° 02′ 30″ N, 2° 02′ 52″ E |       |

### La Réunion
| Nom                                      | Commune | Département | Protection | Coordonnées                  | image |
| ---------------------------------------- | ------- | ----------- | ---------- | ---------------------------- | ----- |
| Bâtiment du Crédit foncier de Madagascar | Le Port | La Réunion  |            | 20° 56′ 10″ S, 55° 17′ 26″ E |       |

### Martinique
| Nom              | Commune     | Département | Protection | Coordonnées                  | image |
| ---------------- | ----------- | ----------- | ---------- | ---------------------------- | ----- |
| Habitation Céron | Le Prêcheur | Martinique  | Inscrit    | 14° 49′ 52″ N, 61° 13′ 11″ O |       |

### Mayotte
| Nom                   | Commune   | Département | Protection | Coordonnées                  | image |
| --------------------- | --------- | ----------- | ---------- | ---------------------------- | ----- |
| Tribunal de Mamoudzou | Mamoudzou | Mayotte     | Inscrit    | 12° 46′ 54″ S, 45° 14′ 02″ E |       |

### Normandie
| Nom                                                     | Commune                      | Département    | Protection                                      | Coordonnées                 | image |
| ------------------------------------------------------- | ---------------------------- | -------------- | ----------------------------------------------- | --------------------------- | ----- |
| Église Saint-Laurent de Villiers-le-Sec (clocher)       | Creully sur Seulles          | Calvados       | Classé                                          | 49° 17′ 30″ N, 0° 33′ 54″ O |       |
| Château à motte                                         | Château-sur-Epte             | Eure           | Classé Site naturel classé Site naturel inscrit | 49° 11′ 52″ N, 1° 39′ 43″ E |       |
| Château de Saint-Sauveur-le-Vicomte (tour des prisons)  | Saint-Sauveur-le-Vicomte     | Manche         | Classé                                          | 49° 23′ 11″ N, 1° 31′ 41″ O |       |
| Briqueterie des Chauffetières                           | L'Hôme-Chamondot             | Orne           | Inscrit                                         | 48° 36′ 54″ N, 0° 42′ 55″ E |       |
| Pressoir du manoir de l’Aumônerie (ferme des Templiers) | Saint-Martin-de-Boscherville | Seine-Maritime | Inscrit                                         | 49° 26′ 03″ N, 0° 58′ 02″ E |       |

### Nouvelle-Aquitaine
| Nom                                             | Commune             | Département          | Protection     | Coordonnées                 | image |
| ----------------------------------------------- | ------------------- | -------------------- | -------------- | --------------------------- | ----- |
| Moulin du Verger                                | Puymoyen            | Charente             | Inscrit        | 45° 36′ 32″ N, 0° 10′ 33″ E |       |
| Église Saint-Pierre de Cozes                    | Cozes               | Charente-Maritime    | Inscrit        | 45° 34′ 56″ N, 0° 50′ 00″ O |       |
| Abbaye d'Aubazine (vivier)                      | Aubazines           | Corrèze              | Classé         | 45° 10′ 29″ N, 1° 40′ 12″ E |       |
| Diamanterie de Felletin                         | Felletin            | Creuse               |                | 45° 52′ 36″ N, 2° 10′ 18″ E |       |
| Château de Nontron                              | Nontron             | Dordogne             | Inscrit        | 45° 31′ 40″ N, 0° 39′ 40″ E |       |
| Collégiale Notre-Dame d'Uzeste (flèche)         | Uzeste              | Gironde              | Classé         | 44° 26′ 30″ N, 0° 19′ 26″ O |       |
| Atelier de finition et grange à charbon         | Brocas              | Landes               | Inscrit        | 44° 02′ 33″ N, 0° 32′ 26″ O |       |
| Domaine de Senelles                             | Bias                | Lot-et-Garonne       | Inscrit        | 44° 25′ 10″ N, 0° 40′ 05″ E |       |
| Abbaye laïque d'Abos                            | Abos                | Pyrénées-Atlantiques |                | 43° 21′ 34″ N, 0° 33′ 57″ O |       |
| Commanderie templière de Cenan                  | Saint-Pompain       | Deux-Sèvres          |                | 46° 24′ 51″ N, 0° 37′ 30″ O |       |
| château de Ternay                               | Ternay              | Vienne               | Classé Inscrit | 47° 02′ 21″ N, 0° 02′ 29″ O |       |
| Parc paysager Laplagne et son ancienne roseraie | Verneuil-sur-Vienne | Haute-Vienne         |                | 45° 50′ 17″ N, 1° 10′ 21″ E |       |

### Occitanie
| Nom                                         | Commune                 | Département         | Protection | Coordonnées                             | image |
| ------------------------------------------- | ----------------------- | ------------------- | ---------- | --------------------------------------- | ----- |
| Église Notre-Dame de Vals                   | Vals                    | Ariège              | Classé     | 43° 05′ 45″ N, 1° 45′ 41″ E             |       |
| Pigeonnier de Bram                          | Bram                    | Aude                |            | 43° 15′ 10″ N, 2° 07′ 24″ E             |       |
| Château de Pagax                            | Flagnac                 | Aveyron             | Inscrit    | 44° 36′ 30″ N, 2° 15′ 07″ E             |       |
| Observatoire météorologique du mont Aigoual | Val-d'Aigoual           | Gard                |            | 44° 07′ 17,35111″ N, 3° 34′ 54,58634″ E |       |
| Moulin et station de pompage                | Le Faget                | Haute-Garonne       |            | 43° 34′ 09″ N, 1° 49′ 48″ E             |       |
| Pigeonnier du château de Lacassagne         | Saint-Avit-Frandat      | Gers                |            | 43° 58′ 32″ N, 0° 39′ 16″ E             |       |
| Ermitage Notre-Dame du Lieu Plaisant        | Saint-Guilhem-le-Désert | Hérault             |            | 43° 45′ 14″ N, 3° 32′ 33″ E             |       |
| Rotonde ferroviaire de Martel               | Martel                  | Lot                 |            |                                         |       |
| Orphelinat des Choisinets                   | Saint-Flour-de-Mercoire | Lozère              |            | 44° 40′ 39″ N, 3° 50′ 36″ E             |       |
| Bergerie-grange et poulailler-porcherie     | Salles                  | Hautes-Pyrénées     |            |                                         |       |
| Château de Castelnou                        | Castelnou               | Pyrénées-Orientales |            | 42° 37′ 08″ N, 2° 42′ 10″ E             |       |
| Bastion de Labruguière                      | Labruguière             | Tarn                |            | 43° 32′ 26″ N, 2° 15′ 44″ E             |       |
| Beffroi de Bruniquel                        | Bruniquel               | Tarn-et-Garonne     |            | 44° 03′ 20″ N, 1° 39′ 56″ E             |       |

### Pays de la Loire
| Nom                                       | Commune            | Département      | Protection | Coordonnées                 | image |
| ----------------------------------------- | ------------------ | ---------------- | ---------- | --------------------------- | ----- |
| Canal de Retail                           | Legé               | Loire-Atlantique |            | 46° 52′ 19″ N, 1° 34′ 04″ O |       |
| Temple protestant de Saumur               | Saumur             | Maine-et-Loire   | Inscrit    | 47° 15′ 24″ N, 0° 04′ 41″ O |       |
| Théâtre de l'hôtel de ville               | Gorron             | Mayenne          |            | 48° 24′ 42″ N, 0° 48′ 47″ O |       |
| Église Saint-Hilaire d'Asnières-sur-Vègre | Asnières-sur-Vègre | Sarthe           | Classé     | 47° 53′ 21″ N, 0° 14′ 06″ O |       |
| Laiterie du Mazeau                        | Le Mazeau          | Vendée           |            | 46° 19′ 42″ N, 0° 41′ 27″ O |       |

### Provence-Alpes-Côte d'Azur
| Nom                                                  | Commune                                    | Département             | Protection | Coordonnées                 | image |
| ---------------------------------------------------- | ------------------------------------------ | ----------------------- | ---------- | --------------------------- | ----- |
| Fort de Tournoux                                     | La Condamine-ChâtelardSaint-Paul-sur-Ubaye | Alpes-de-Haute-Provence | Inscrit    | 44° 28′ 11″ N, 6° 45′ 10″ E |       |
| Moulin de Sachas                                     | Villar-Saint-Pancrace                      | Hautes-Alpes            |            | 44° 52′ 28″ N, 6° 38′ 04″ E |       |
| Bastion de la Turbie de la Citadelle                 | Villefranche-sur-Mer                       | Alpes-Maritimes         | Classé     | 43° 42′ 05″ N, 7° 18′ 39″ E |       |
| Bergerie de la Favouillane                           | Port-Saint-Louis-du-Rhône                  | Bouches-du-Rhône        |            | 43° 28′ 06″ N, 4° 47′ 50″ E |       |
| Moulin de l'Adrech                                   | La Garde-Freinet                           | Var                     |            | 43° 18′ 54″ N, 6° 28′ 36″ E |       |
| Rocher de la cathédrale Sainte-Marie-de-l'Assomption | Vaison-la-Romaine                          | Vaucluse                | Classé     | 44° 14′ 18″ N, 5° 04′ 29″ E |       |